# Новосибирск-Западный
Новосибирск-Западный (до 1960 года Кривощёково) — железнодорожная станция Новосибирского региона Западно-Сибирской железной дороги, расположенная в Ленинском районе города Новосибирска.

## История

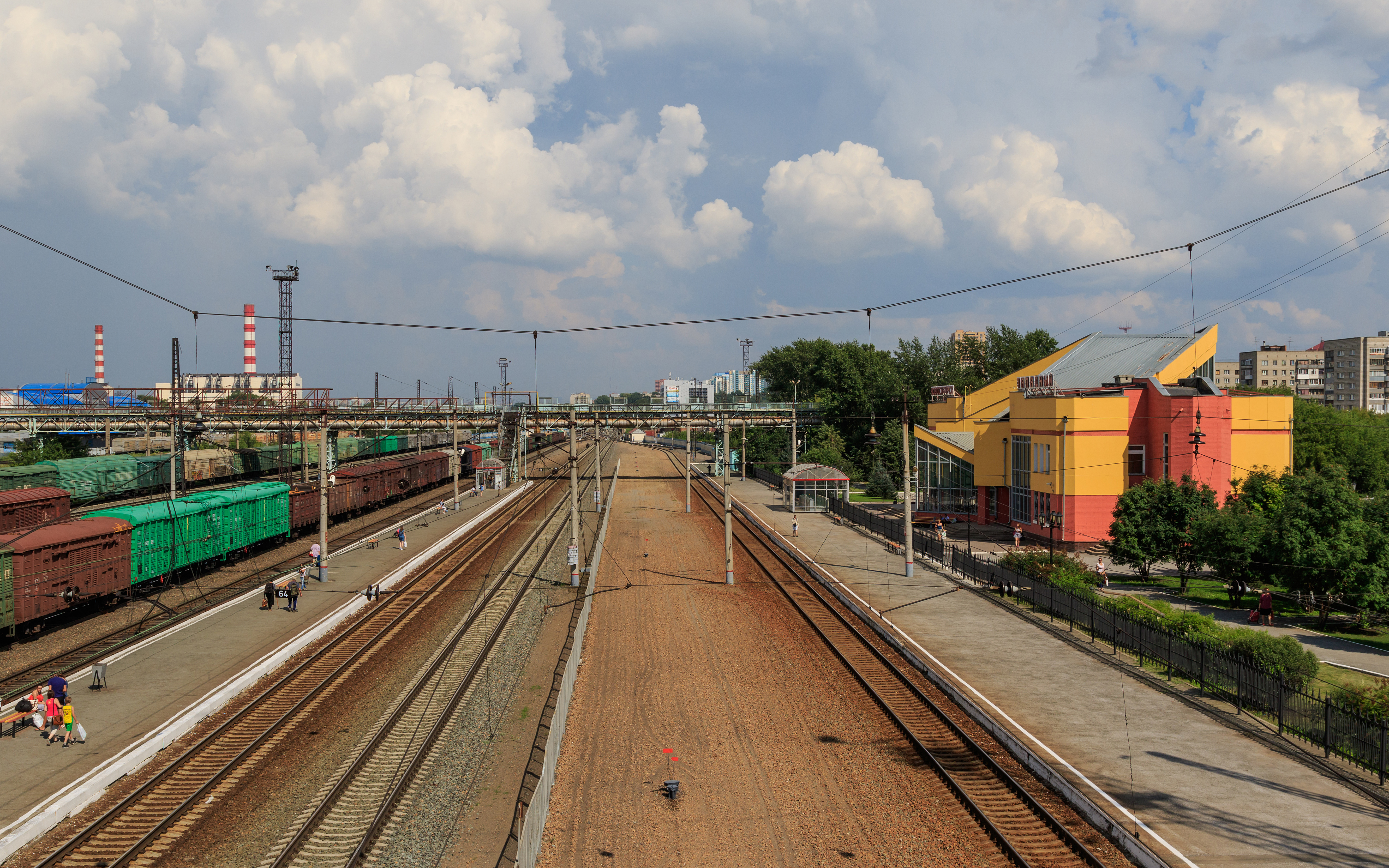
Пассажирские платформы станции Новосибирск-Западный

Станция Кривощёково была построена в 1896 году в 1 версте от села Большого Кривощёкова Томского уезда Томской губернии (ныне в составе города Новосибирска) при строительстве от Челябинска западной части Сибирской железной дороги. На тот период являлась крайней стыковой станцией Западно-Сибирской железной дороги от Челябинска до реки Обь, с правого восточного берега реки начиналась Средне-Сибирская железная дорога. При станции было открыто училище. Уже к 1898 году со станции в западную часть страны было отправлено около 14 000 тонн только зерновых продуктов (пшеница, овёс, мука, рожь, крупы, масленичные и т. д.), а общее количество отправляемых грузов достигало 1 млн. пудов. Станция на тот момент являлась крайней на западном берегу Оби перед открытым в 1897 году железнодорожным мостом.
Строительство железной дороги и станции возле села привело к быстрому многократному увеличению его жителей.
В 1897 году на станцию прибыл поезд, в котором ехал Владимир Ульянов, направлявшийся в Шушенское.

## Расположение

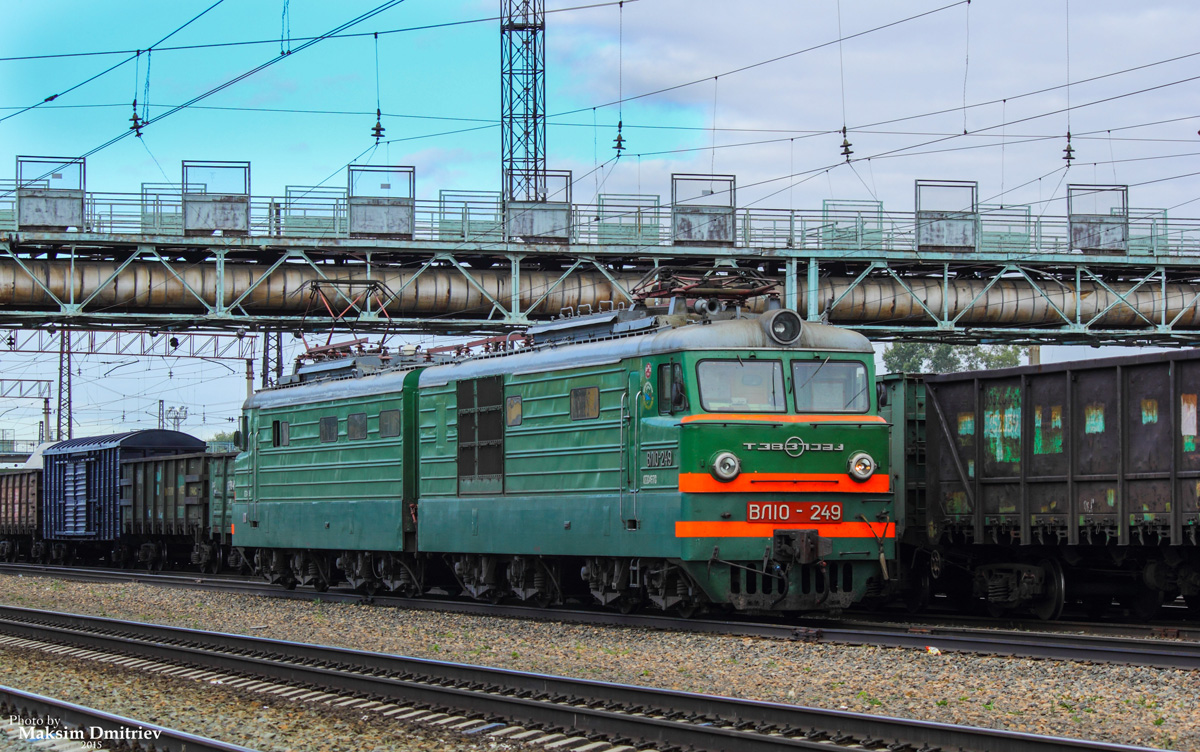
ВЛ10 на фоне переходного моста через пути

Новосибирск-Западный расположен в Ленинском районе между Станционной и Широкой улицами.